# Garford Motor Truck Company
Garford Motor Truck Company (также просто Garford, рус. Гарфорд) — американская автомобилестроительная фирма. Существовала с 1910 по 1933 годы и занималась постройкой разнообразных легковых и грузовых автомобилей. На базе последних в ходе Первой мировой войны было создано несколько бронеавтомобилей, в том числе русский тяжёлый бронеавтомобиль «Гарфорд-Путилов».

## История фирмы

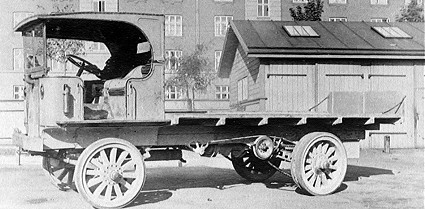
5-тонный бескапотный грузовик Garford, 1916 год.

Фирма Garford Motor Truck Company основана в 1910 году предпринимателем Артуром Гарфордом (англ. Arthur Garford) в городке Элирия, штат Огайо (в нескольких километрах от Кливленда). В течение первых лет существования фирмы были разработаны несколько моделей автомобилей и начато их мелкосерийное производство. Фирма выпускала легковые автомобили, 1-тонные пикапы и грузовые автомобили грузоподъёмностью 2, 3 и 5 тонн, а также самосвалы на базе последних. Автомобили оснащались двигателями собственного производства, причём двигатели 3- и 5-тонных грузовых автомобилей размещались под кабиной водителя и являлись, таким образом, бескапотными. В 1912 году фирма получила заказ на партию грузовиков для нужд Почтовой службы США.
Деятельность фирмы Garford заметно активизировалась с началом Первой мировой войны, когда фирма начала поставки своей продукции для нужд армии США, хотя и в небольших объемах. Армия закупала в основном легковые и санитарные машины, 1-тонные пикапы и 5-тонные грузовики и самосвалы. В 1915 году русская Закупочная комиссия генерала Секретева закупила несколько десятков 5-тонных шасси Garford для Русской Императорской армии
В 1918 году фирма Garford совместно с фирмой «Холт» (англ. Holt) разработала и построила первый американский 3-тонный грузовик с полугусеничной ходовой частью. В этом же году на мощностях завода было собрано 978 стандартизованных армейских грузовиков «Либерти» (англ. Liberty).
В начале 1930-х годов обострение конкуренции в сфере автомобилестроения начало негативно отражаться на деятельности компании. В поиске возможностей облегчения ситуации компания Garford, к тому моменту переименованная в Superior Body Company и перебравшаяся в город Лима того же штата, попыталась закрепиться в нише специализированных грузовых автомобилей, разработав в 1931 году новое трёхосное 7,5-тонное полноприводное (6x6) шасси со всеми двускатными колёсами. Шасси оказалось удачным и партия таких грузовиков даже была закуплена армией США, однако компанию это не спасло. В начале 1933 года фирма Superior Body Company, не выдержав конкуренции, прекратила самостоятельную деятельность, став дочерним предприятием General Motors.

### Военная техника

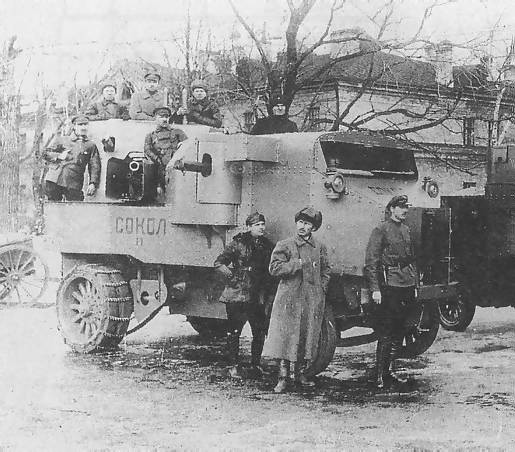
Бронеавтомобиль «Гарфорд-Путилов» «Сокол» морской модификации, весна 1917 года.

На базе грузовых автомобилей фирмы Garford в разных странах было разработано несколько образцов бронетехники, наиболее известным из которых является русский тяжёлый пушечно-пулемётный бронеавтомобиль «Гарфорд-Путилов», созданный в 1915 году на основе 5-тонного бескапотного грузовика с двигателем мощность 36 л.с, 4-ступенчатой коробкой передач и цепным приводом задних колес. Бронеавтомобиль имел массу 8,6 т, вооружение из 76-мм противоштурмовой пушки образца 1910 года и трёх пулемётов «Максим» калибра 7,62 мм, и мог развивать скорость до 18 км/ч. Правда, ходовая часть подверглась существенным доработкам (установка реверсивной муфты и кормового поста управления). Всего за период производства (1915—1916) Путиловским заводом было изготовлено 48 броневиков, активно применявшихся в ходе Первой мировой и Гражданской войн.
Также на базе шасси фирмы Garford были созданы британский бронеавтомобиль Garford model 1914 (на шасси 2-тонного грузовика) и американская зенитная САУ T1 с 76-мм зенитной пушкой и тремя выносными опорами (использовалось 7,5-тонное полноприводное (6x6) шасси со всеми двускатными колёсами).